# Dijhorn Simmonds
Dijhorn Simmonds (* 10. Oktober 1999) ist ein Fußballspieler von St. Kitts und Nevis.

## Karriere

### Klub
In der Saison 2018/19 begann er seine Karriere beim St. Peter's FC. Seit November 2019 spielt er bei den Cayon Rockets.

### Nationalmannschaft
Nach der U20 war sein erster und bislang einziger Einsatz in der A-Nationalmannschaft von St. Kitts und Nevis am 25. März 2022 bei einer 0:1-Freundschaftsspielniederlage gegen Andorra.